# Ilyrgis ethiopica
Ilyrgis ethiopica är en fjärilsart som beskrevs av George Francis Hampson 1926. Ilyrgis ethiopica ingår i släktet Ilyrgis och familjen nattflyn. Inga underarter finns listade i Catalogue of Life.